# Ріоло-Терме
Ріоло-Терме (італ. Riolo Terme) — муніципалітет в Італії, у регіоні Емілія-Романья,  провінція Равенна.
Ріоло-Терме розташоване на відстані близько 280 км на північ від Рима, 39 км на південний схід від Болоньї, 40 км на захід від Равенни.
Населення — 5768 осіб (2014).
Щорічний фестиваль відбувається першого понеділка травня. Покровитель — святий Іван Хреститель.

## Демографія
Населення за роками:

Станом на 1 січня 2023 року в муніципалітеті офіційно проживало 767 іноземців з 48 країн, серед них 193 громадяни країн Євросоюзу та 16 громадян України.

## Сусідні муніципалітети
- Борго-Тоссіньяно
- Бризігелла
- Казола-Вальсеніо
- Кастель-Болоньєзе
- Фаенца
- Імола